# Вепринец
Вепринец — деревня в Покровском районе Орловской области России. Входит в состав Верхнежёрновского сельского поселения.

## География
Деревня находится на расстоянии 15 км юго-востоку от посёлка городского типа Покровское, административного центра района, и 83 км к юго-востоку от города Орёл, административного центра области.

### Часовой пояс
Деревня Вепринец, как и вся Орловская область, находится в часовой зоне МСК (московское время). Смещение применяемого времени относительно UTC составляет +3:00.

## Население
| 2002 | 2010 |
| ---- | ---- |
| 299  | ↘280 |

### Национальный состав
Согласно результатам переписи 2002 года, в национальной структуре населения русские составляли 95 % из 299 чел.

## Улицы
| - ул. Дорожная, - ул. Цветочная, - ул. Ягодная, | - пер. Луговой, - пер. Садовый. |